# Lindoia
Lindoia é um município brasileiro do estado de São Paulo.
[carece de fontes?]

## Estância hidromineral
Lindoia é um dos 11 municípios paulistas considerados estâncias hidrominerais pelo Estado de São Paulo, por cumprirem determinados pré-requisitos definidos por Lei Estadual. Tal status garante a esses municípios uma verba maior por parte do Estado para a promoção do turismo regional. Também, o município adquire o direito de agregar junto a seu nome o título de Estância Hidromineral, termo pelo qual passa a ser designado tanto pelo expediente municipal oficial quanto pelas referências estaduais. 

## Toponímia
Lindoia é uma corruptela da palavra tupi "rydoya" ("rio que não extravasa") e "rindheio" ("água insípida e quente ao paladar").

## História
A região de Lindoia começou a ser colonizada, por colonos vindos de outras vilas paulistas, como Santos, Atibaia e Bragança, nas primeiras décadas do século XVIII, como resultado da descoberta das águas termais e por estar no caminho das minas de ouro de Goiás.
Em 9 de agosto de 1728, Manoel de Castro, residente em Santos, recebeu uma sesmaria no ribeirão das Águas Quentes, que englobava os atuais municípios de Lindoia e Águas de Lindóia.
Por volta de 1820, a região de Lindóia recebeu famílias vindas de Atibaia, como os Franco, Godoy, Alves, Souza, Almeida e Domingues, que se desentenderam com o então governador da Capitania de São Paulo.
Na segunda metade do século XIX, foi erguida uma capela em louvor a Nossa Senhora das Brotas, em cujos arredores se formou o povoado de Brotas do Rio do Peixe.
A chegada da ferrovia, na década de 1890, alavancou o desenvolvimento da região, fazendo com que Brotas do Rio do Peixe fosse  elevado à categoria de distrito policial, com o nome Lindoia, em 1895, e à categoria de distrito, também como Lindoia, por meio da Lei Estadual nº 638, de 29 de julho de 1899, subordinado a Serra Negra.
O Decreto-Lei Estadual nº 9775, de 30 de novembro de 1938, elevou Lindoia à categoria de município. Devido ao maior desenvolvimento do distrito lindoiano de Termas de Lindóia (atual Águas de Lindóia), a Lei Estadual nº 2456, de 30 de dezembro de 1953, transferiu a sede do município de Lindoia para Termas de Lindóia e alterou seu nome para Águas de Lindóia, passando Lindoia a ser um simples distrito.
A Lei Estadual nº 8092 de 28 de fevereiro de 1964, desmembrou de Águas de Lindóia o distrito de Lindoia, elevando-o à categoria de município, sendo instalado em 21 de março do ano seguinte.

## Geografia
Localiza-se a uma latitude 22°31'23" sul e a uma longitude 46°39'00" oeste, estando a uma altitude de 677 metros. Possui uma área de 48,6 km².

### Hidrografia
- Rio do Peixe.

### Rodovias
- SP-147
- SP-360

## Demografia

### População
| Crescimento populacional                             | Crescimento populacional | Crescimento populacional | Crescimento populacional |
| Ano                                                  | População Total          |                          | %±                       |
| ---------------------------------------------------- | ------------------------ | ------------------------ | ------------------------ |
| 1940                                                 | 4 054                    |                          | —                        |
| 1946                                                 | 7 075                    |                          | 74,5%                    |
| 1950                                                 | 4 695                    |                          | −33,6%                   |
| 1970                                                 | 2 242                    |                          | —                        |
| 1980                                                 | 3 213                    |                          | 43,3%                    |
| 1991                                                 | 4 118                    |                          | 28,2%                    |
| 2000                                                 | 5 331                    |                          | 29,5%                    |
| 2010                                                 | 6 712                    |                          | 25,9%                    |
| 2022                                                 | 7 014                    |                          | 4,5%                     |
| Est. 2024                                            | 7 147                    | [ 8 ]                    | 1,9%                     |
| Fontes: Censos Demográficos IBGE e Estimativas SEADE |                          |                          |                          |

### Dados demográficos
Dados do Censo - 2000
População total: 5.331
- Urbana: 4.716
- Rural: 615
- Homens: 2.690
- Mulheres: 2.641

Densidade demográfica (hab./km²): 109,69
Mortalidade infantil até 1 ano (por mil): 8,20
Expectativa de vida (anos): 75,97
Taxa de fecundidade (filhos por mulher): 1,85
Taxa de alfabetização: 91,10%
Índice de Desenvolvimento Humano (IDH-M): 0,820
- IDH-M Renda: 0,757
- IDH-M Longevidade: 0,849
- IDH-M Educação: 0,853

(Fonte: IPEADATA)

## Política e administração
- Prefeito: Luiz Carlos Scarpioni Zambolim (2017/2020)
- Vice-prefeito: Pedro Mendes Tortelli  (|2017/2020)
- Presidente da câmara: Marcelo Loiola

## Infraestrutura

### Comunicações
O sistema de telefones automáticos foi inaugurado na cidade em 1977 pela Telecomunicações de São Paulo (TELESP), que também implantou o sistema de discagem direta à distância (DDD) em 1982 com o código de área (0192). Anteriormente a cidade era atendida pela Companhia Telefônica Brasileira (CTB).
Na década de 90 o código DDD da cidade foi alterado para (019), para padronização do sistema telefônico com a telefonia celular que estava sendo implantada em todo o estado.

## Religião
O Cristianismo se faz presente na cidade da seguinte forma:

### Igreja Católica
O município pertence à Diocese de Amparo e possui apenas uma Paróquia, a de Nossa Senhora das Brotas.

### Igrejas Evangélicas
- Assembleia de Deus Ministério do Belém.[18][19]
- Congregação Cristã no Brasil.[20]

### Outras religiões

#### Espiritismo
Lindoia possui um Centro Espírita.